# 江南造船
江南造船（集団）有限責任公司（こうなんぞうせん₋しゅうだん₋ゆうげんせきにんこうし）は中華人民共和国上海市長興島に立地する造船会社。国有持株会社の中国船舶工業集団公司（CSSC）の子会社である。

## 概要
古くは清朝末期の工廠であった江南製造局まで遡る。中華人民共和国建国後は、国営の造船廠として業務を開始した。
国営造船廠の時代、ソ連で開発されたウィスキー型潜水艦、ロメオ型潜水艦を黄埔造船廠と共同でライセンス建造した。江南型フリゲート、クロンシュタット級駆潜艇、オーサ型ミサイル艇、汕頭型砲艇、P-6型魚雷艇などの建造も行った。
90年代以降、052型系列駆逐艦の建造を一手に引き受けてきたが、052D型駆逐艦は大連船舶重工集団公司の造船所でも建造されるようになり、江南造船有限責任公司の独占は終わった。052D型に関しては、早期に大量建造するために、中国船舶工業集団公司（CSSC）と中国船舶重工集団公司（CSIC）のそれぞれの国有造船企業グループ中1社の計2社に発注する複数発注方式を採用した。
元々は上海の中心部に造船工場が立地していたが、2008年に長興島造船基地の最も東側の区画に移転した。
2013年の建造量は465,500DWT、建造量中国国内シェア1.0%で29位である。

## 沿革
以下の一覧は、清朝末期の記述はケネディおよびライトの著作を、北洋政府期、南京政府期の記述はライトの著作を参照し、第二次大戦終了後の記述はリポート「中国造船企業の事業概況 2011」を参照した。
清朝末期
この時期、清朝の主に南洋艦隊向けに木造フリゲート、木造スループ、大型・小型砲艦を建造した。
- 1865年、清朝官僚の曽国藩、李鴻章が中心となり、上海虹口地区にあったアメリカ資本の旗記製鉄所を買収し、それを基に国営兵器廠として「江南製造局」を創設。同製造局は江南造船廠の前身である。
- 1867年、江南製造局はフランス租界外の南に位置する高昌廟鎮（旧盧湾区の黄浦江岸）に、造船に適した土地を確保して移転する。以後、造船を開始する。
- 1875年、銃砲、弾薬の製造に集中するため造船を中止する。
- 1881年、造船を再開。
- 1885年、銃砲、弾薬の製造に集中するため造船を最終的に中止する。以後、ドックは修繕業務のみに使用された。
- 1905年、高昌廟鎮の造船施設は江南製造局から分離して清朝海軍部の管理下に入り、イギリス人技師Mauchanを支配人に迎え「江南造船所」として再び造船業を開始する。

北洋政府期
この時期、北洋政府から大型・小型砲艦を受注し建造した。
- 1916年、ドックが拡張され、生産能力が倍増した。
- 1925年、第二ドックの使用が開始される。

南京政府期
この時期、南京政府から大型・小型砲艦、スループ、軽巡洋艦を受注し建造した。
- 1937年までに、江南造船所は545フィート、502フィート、640フィートの3つのドックを擁する会社となった。
- 1937年8月、日本軍により爆撃を受け、第二次上海事変後、日本の会社(三菱重工[6])が引き継ぎ、長江における戦闘で被害を受けた艦艇の修理を行った。

第二次大戦終了後
- 1945年、国民党政権は江南造船所を日本企業から接収する。
- 1949年、共産党政権に接収され、国営の「江南造船廠」となる。
- 1965年、中国最初の1万DWT級貨物船を建造。
- 1979年、日本の三菱重工業社長の古賀繁一（元長崎造船所所長）の直接指導で再建される[7]。
- 1990年、「江南造船（集団）有限責任公司」に社名変更し、中国船舶工業総公司が管理する有限責任公司（非上場株式会社）となる。
- 1999年、管理機構の中国船舶工業集団総公司が二つに分割され、国有持株会社の中国船舶工業集団公司(CSSC)の単独資本会社（完全子会社）となる。
- 2000年8月、同じCSSCグループ傘下の求新造船廠と合併する。
- 2001年8月、CSSCの単独資本会社（完全子会社）から、CSSCと国有投資ファンドの中国華雄資産管理公司の2社が出資する国内合資会社に資本形態を変更。
- 2001年11月、中国初のヘリコプター搭載交通運輸部海事局公船「海巡21号」を建造。
- 2008年6月、これまで業務を行っていた旧盧湾区の造船工場を処分し、上海長興島造船基地の一画に移転する。処分した跡地は、2010年上海万国博覧会の会場の一部として利用された。
- 2011年5月、長興島造船基地の最も西側に位置する同じCSSC傘下の造船会社、上海江南長興重工有限責任公司の全株を取得し完全子会社する。
- 2013年、上海江南長興重工有限責任公司の株式を、上海外高橋造船有限公司他に売却する。